# Kanton Sainte-Anne (Guadeloupe)
Kanton Sainte-Anne (francouzsky Canton de Sainte-Anne) je francouzský kanton v departementu Guadeloupe v regionu Guadeloupe. Byl ustaven v roce 2015 a tvoří ho část obce Sainte-Anne.